# Бадахшан (Камашинський район)
Бадахшан (узб. Badahshon, Бадаҳшон) — міське селище в Узбекистані, в Камашинському районі Кашкадар'їнської області.
Статус міського селища з 2009 року.